# Vacuola

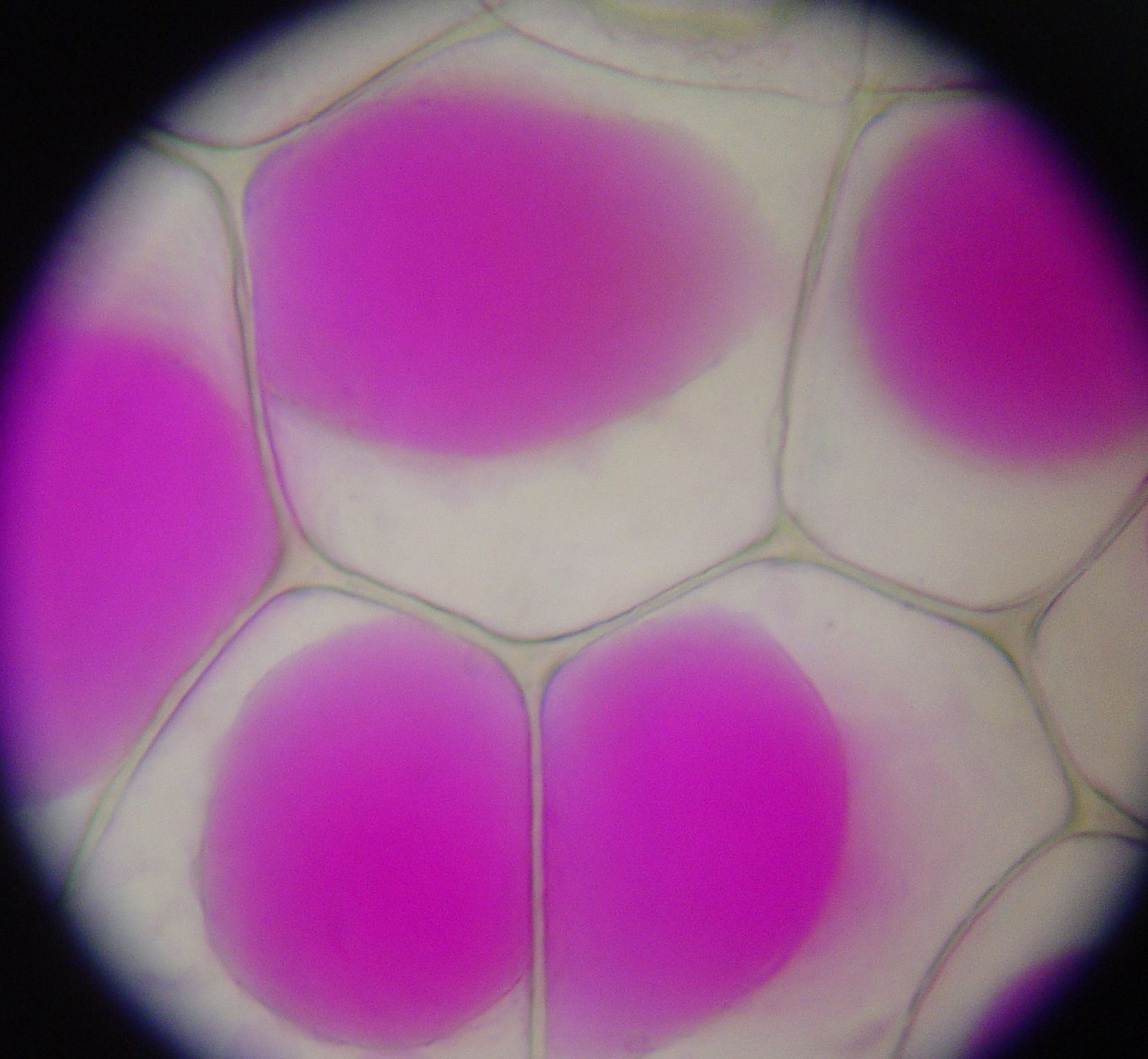
Células epidérmicas de Tradescantia Discolor (Tradescantia) después de la plasmólisis. Las vacuolas (rosa) se han encogido. Tamaño: Campo de visión ca. 450 μm

Una vacuola es un orgánulo celular presente en todas las células eucariontes vegetales. También aparece en algunas células procariontes y eucariontes animales. Las vacuolas son compartimentos cerrados o rodeados por la membrana plasmática ya que contienen diferentes fluidos, como agua o enzimas, aunque en algunos casos puede contener sólidos, por ejemplo azúcares, sales, proteínas y otros nutrientes. Su función es la de almacenar agua, sales minerales y sustancias de reserva o de sobra, además, contribuyen al mantenimiento de la forma celular. La mayoría de las vacuolas se forman por la fusión de múltiples vesículas membranosas. El orgánulo no posee una forma definida, su estructura varía según las necesidades de la célula en particular.
La célula vegetal inmadura contiene una gran cantidad de vacuolas pequeñas, que aumentan de tamaño y se van fusionando en una sola y grande a medida en que la célula va creciendo. En la célula madura, el 90 % de su volumen puede estar ocupado por una vacuola, con el citoplasma reducido a una capa muy estrecha junto a la pared celular.

## Origen de las vacuolas vegetales
Desde hace mucho tiempo se ha considerado que las vacuolas se forman del retículo endoplasmático. Cuando se evidenció que eran muy parecidas a los lisosomas de las células animales. Se llegó a la conclusión, de que las vacuolas de por lo menos algunas células vegetales tenían un origen similar al de los lisosomas animales.
La formación de los lisosomas está asociada a una región del citoplasma muy especializada llamada GERL, formada por el aparato de Golgi, el retículo endoplasmático y los lisosomas. Esta asociación de membranas se ha encontrado también en algunas células vegetales, por lo que el origen de las vacuolas podría ser el mismo que el de los lisosomas animales.

## Contenido vacuolar
En el interior de las vacuolas, en el jugo celular, se encuentran una gran cantidad de sustancias. La principal de ellas es el agua, junto a otros componentes que varían según el tipo de planta en la que se encuentren. Además de agua, las vacuolas contienen típicamente sales y azúcares, y algunas proteínas en disolución.
Debido al transporte activo y retención de ciertos iones por parte del tonoplasto, los iones se pueden acumular en el líquido vacuolar en concentraciones muy superiores a las del citoplasma exterior. A veces la concentración de un determinado material es suficientemente grande como para formar cristales, por ejemplo, de oxalato de calcio, que pueden adoptar distintas formas: drusa, con forma de estrellas, y rafidios, con forma de agujas. Algunas vacuolas son ácidas, como por ejemplo la de los cítricos.
La vacuola, es a menudo un lugar de concentración de pigmentos. Los colores azul, violeta, púrpura, rojo de las células vegetales se deben, usualmente, a un grupo de pigmentos llamados antocianinas (responsables de las coloraciones de frutas y verduras).

## Funciones
Gracias al contenido vacuolar, al tamaño y consumo de nitrógeno del citoplasma, la célula consigue una gran superficie de contacto entre la fina capa del citoplasma y su entorno. El incremento del tamaño de la vacuola da como resultado también el incremento de la célula. Una consecuencia de esta estrategia es el desarrollo de una presión de turgencia, que permite mantener a la célula hidratada, y el mantenimiento de la rigidez del tejido, unas de las principales funciones de las vacuolas y cloroplastos.
Otras de las funciones es la de la desintegración de macromoléculas y el reciclaje de sus componentes dentro de la célula. Todos los orgánulos celulares, ribosomas, mitocondrias y plastidios pueden ser depositados y degradados en las vacuolas. Debido a su gran actividad digestiva, son comparadas a los orgánulos de las células animales denominados lisosomas.
También aíslan del resto del citoplasma productos secundarios tóxicos del metabolismo, como la nicotina (un alcaloide).
Existen otras estructuras que se llaman también vacuolas pero cuya función es muy diferente
- Vacuolas pulsátiles: éstas extraen el agua del citoplasma y la expulsan al exterior por transporte activo. Esta agua ingresa por ósmosis, este exceso de agua podría destruir la célula.

- Vacuolas digestivas: se produce la digestión de sustancias nutritivas, una vez digeridas pasan al interior de la célula y los productos de desecho son eliminados hacia el exterior de la célula.

- Vacuolas alimenticias: función nutritiva, forma a partir de la membrana celular y del retículo endoplasmático liso.

## Observación microscópica
En el microscopio fotónico se puede observar la célula vegetal, y en ella plastidios (cloroplastos, amiloplastos, etc.) y refiriéndose a la vacuola, no se puede divisar su membrana (tonoplasto), pero se deduce su ubicación porque se pueden ver las cristalizaciones (drusas y rafidios) de algunas sustancias que componen el jugo celular.